# Didó d'Albi
Didó fou bisbe d'Albi, esmentat vers 663/664 pel Trésor de Chronologie; Devic i Vaisette assenyalen que ocupava la seu el quart any del regnat de Khilderic II d'Austràsia (662–675) és a dir el 665/666 quan la vila d'Albi havia patit recentment un gran incendi que havia destruït la biblioteca de l'església i consta que el bisbe va donar orde a un dels sacerdots, de nom Perpeu (Perpetuus) de transcriure una col·lecció de cànons, cosa que el sacerdot va acabar el 25 de juliol del quart any del regnat de Khilderic. Això permet establir també que l'Albigès i segurament els territoris veïns del Velai, Carci i Gavaldà, pertanyien a Austràsia. La primera crònica dels bisbes d'Albi i dels abats de Castres això no obstant, no l'esmenta, si bé també hi manquen altres bisbes.

## Nota
1. ↑  D'Achéry, Spicilegium, volum 7, pàgina 336